# Jeu van Bun
Johannes Wijbrandus Mathias „Jeu” van Bun (ur. 10 grudnia 1918 w Maastricht  – zm. 21 grudnia 2002 tamże) – piłkarz holenderski grający na pozycji pomocnika. W swojej karierze rozegrał 11 meczów w reprezentacji Holandii.

## Kariera klubowa
W swojej karierze piłkarskiej Van Bun grał w klubie MVV Maastricht.

## Kariera reprezentacyjna
W reprezentacji Holandii Van Bun zadebiutował 7 kwietnia 1947 roku w wygranym 2:1 towarzyskim meczu z Belgią, rozegranym w Amsterdamie. W 1948 roku był w kadrze Holandii na igrzyska olimpijskie w Londynie. Od 1947 do 1949 roku rozegrał w kadrze narodowej 11 meczów.